# Luke Allan
Pour les articles homonymes, voir Allan.
Luke Allan, pseudonyme de William Lacey Amy, né en Angleterre en 1877 et mort à Medicine Hat, Alberta, en 1962, est un journaliste et auteur britannique de romans populaires.

## Biographie
Né en Angleterre, il vit une grande partie de sa vie au Canada. Journaliste de formation, il entre en cette qualité au Medicine Hat Times, avant d’en devenir le rédacteur en chef, puis le propriétaire.
En marge de ses activités professionnelles, il adopte le pseudonyme de Luke Allan pour publier de nombreuses œuvres de littérature populaire. Il est surtout connu pour la série qui tient à la fois du roman western et du roman policier et qui a pour héros Blue Pete, un officier de la police montée royale du Canada dont les exploits se déroulent dans les Prairies canadiennes.
Entre 1930 et 1938, Luke Allan fait paraître sept whodunits situés en Angleterre où enquête Gordon Muldrew de la police de Londres. Il a également donné plus d’une quinzaine de romans populaires sans héros récurrent.

## Œuvre

### Romans

#### SérieBlue Pete
- Blue Pete: Half Breed (1921)
- The Return of Blue Pete (1922)
- Blue Pete: Detective (1928)
- Blue Pete (1938)
- The Vengeance of Blue Pete (1939)
- Blue Pete: Rebel (1940)
- Blue Pete Pays a Debt (1942)
- Blue Pete Breaks the Rules (1943)
- Blue Pete: Outlaw (1944)
- Blue Pete’s Dilemma (1945)
- Blue Pete to the Rescue (1947)
- Blue Pete’s Vendetta (1947)
- Blue Pete and the Pinto (1948)
- Blue Pete Works Alone (1948)
- Blue Pete, Unofficially (1949)
- Blue Pete: Indian Scout (1950)
- Blue Pete at Bay (1951)
- Blue Pete ans the Kid (1953)
- Blue Pete Rides the Foothills (1953)
- Blue Pete in the Badlands (1954)

#### SérieGordon Muldrew
- The Mask Stanger (1930)
- Murder at Midnight (1930)
- The Jungle Crime (1931)
- The Fourth Dagger (1932)
- Murder at the Club (1933)
- Behind the Wire Fence (1935) Publié en français sous le titre La Maison déserte, Paris, Librairie des Champs-Élysées, coll. « Le Masque » no 301, 1940
- Beyond the Looked Door (1938)

#### Autres romans
- The Lone Trail (1922)
- The Beast (1924)
- The Westerner (1924)
- The Pace (1926)
- The White Camel (1926)
- The Sire (1927)
- The End of the Trail (1931)
- The Dark Spot (1932)
- The Many-Coloured Thread (1932)
- The Traitor (1933)
- Five for One (1934)
- Scotland Yard Takes a Holiday (1934)
- The Black Opal (1935)
- The Case of the Open Drawer (1936) Publié en français sous le titre Le Tiroir ouvert, Paris, Librairie des Champs-Élysées, coll. « Le Masque » no 272, 1939
- The Ghost Murder (1937)
- The Man on the Twenty-Fourth Floor (1937)
- The Tenderfoot (1939)

## Sources
- Jacques Baudou et Jean-Jacques Schleret, Le Vrai Visage du Masque, vol. 1, Paris, Futuropolis, 1984, 476 p. (OCLC 311506692), p. 29.